# Liste des rues de Lubumbashi
 (janvier 2019).
Lubumbashi, est une ville de la République démocratique du Congo et la ville principale du Sud du pays.
Ci-dessous les principaux axes de communication, classés selon leur orientation générale.

## Axes est-ouest
du nord au sud
- boulevard Msiri
- route du Golf
- chaussée de Kasenga
- route de Kipushi et avenue de la Libération (anciennement du Président Mobutu et de l’Étoile)
- avenue de Likasi
- avenue Kisale et boulevard de la Katuba
- avenue Centrale et avenue de la Digue

## Axes nord-sud
de l'ouest à l'est
- boulevard Kamanyola
- avenue Lumumba
- route de Likasi
- avenue killela balanda
- avenue de l’imprimerie MERO&FILS Lubumbashi

## Autres
- cercle de Lubumbashi

## Liens
- Carte de Lubumbashi, OpenStreetMap